# Wan (jezioro)
Wan (tur. Van Gölü; orm. Վանա լիճ, Wana licz; kurd. Gola Wanê) – bezodpływowe, słone jezioro leżące na Wyżynie Armeńskiej, największe i najgłębsze w Turcji. Jest największym na świecie jeziorem sodowym, silnie zasadowym (pH 9,8). Soda i inne sole pozyskiwane są przez odparowanie wody. Do 2018 uważano, że w wodach jeziora żyje jeden gatunek ryb – zagrożony wyginięciem endemiczny Chalcalburnus tarichi z rodziny karpiowatych odbywający wędrówki na tarło do słodkowodnych dopływów. W 2018 roku we wnętrzu mikrobialitu odkryto nowy gatunek ryby – Oxynoemacheilus ercisianus. Na dnie odkryto największe znane stromatolity – wapienne kolumny o wysokości 40 m utworzone przez sinice.
Odpływ w kierunku zachodnim został zablokowany przez wulkan Nemrut. Jako jezioro bezodpływowe ma zmienny poziom wód. 18 tys. lat temu poziom wody był wyższy o 72 m, a 9,5 tys. lat temu o 300 m niższy.
Do Wanu wpływają rzeki: Bendimahi, Zilan, Karasu, Micinger. Na jeziorze są liczne wyspy, największymi są: Gadir, Carpanak, Ahtamar, Atrek.
Na położonej w południowej części jeziora wyspie Ahtamar stoi ormiański kościół z X wieku.